# Teóphilo Bettencourt Pereira
Teóphilo Bettencourt Pereira, genannt Teóphilo, (* 11. April 1900 in Rio de Janeiro; † 10. April 1988 ebenda) war ein brasilianischer Fußballnationalspieler.

## Karriere
Teóphilo startete seine Laufbahn als Siebzehnjähriger beim Fluminense FC aus Rio de Janeiro. Nach einem Jahr wechselte der Spieler zum Americano FC (RJ) aus Campos dos Goytacazes. Hier war er sechs Jahre tätig. Anschließend ging er für weitere sechs Jahre zum São Cristóvão FR. Zum Schluss seiner Karriere kehrte er 1932  für ein Jahr zu seinem Heimatverein Fluminense zurück.
Er war Mitglied des Teams bei der Fußball-Weltmeisterschaft 1930 und kam beim Spiel gegen Jugoslawien am 14. Juli zum Einsatz (1:2). 1931 gewann er mit der Nationalmannschaft den Copa Río Branco. Die nachstehenden Einsätze in der Nationalmannschaft sind nachgewiesen.
Offizielle Länderspiele
- 14. Juli 1930 gegen Jugoslawien, Ergebnis: 1:2 (Fußball-Weltmeisterschaft)
- 1. August 1930 gegen Frankreich, Ergebnis: 3:2 (1 Tor)
- 10. August 1930 gegen Jugoslawien, Ergebnis: 4:1
- 17. August 1930 gegen die USA, Ergebnis: 4:3 (1 Tor / Gesamt 2)
- 6. September 1931 gegen Uruguay, Ergebnis: 2:0 (Copa Rio Branco)

Inoffizielle Spiele
- 24. Februar 1929 gegen Rampla Juniors FC, Ergebnis: 4:2 (1 Tor)
- 10. Juli 1929 gegen Ferencváros Budapest, Ergebnis: 2:0
- 2. Juli 1931 gegen Ferencváros Budapest, Ergebnis: 6:1

## Erfolge
Nationalmannschaft
- Copa Río Branco: 1931

Fluminense
- Staatsmeisterschaft von Rio de Janeiro: 1917

São Cristóvão
- Staatsmeisterschaft von Rio de Janeiro: 1926